# 木村あやね
木村 あやね（きむら あやね、2001年4月21日 - ）は、山口県出身のグラビアアイドル。spj所属。

## 作品

### DVD
- あやねの始まり♪（2014年3月28日、スパイスビジュアル）[1]
- ピュア・スマイル（2014年6月20日、竹書房）
- 無邪気なあやね（2014年10月17日、GRAVISION）
- 素直（2014年12月26日、エスデジタル）
- 純情日記（2015年3月20日、イーネットフロンティア）
- Secret Lover（2015年10月30日、イーネットフロンティア）
- Secret Lover 2（2016年2月26日、イーネットフロンティア）
- 妄想ベイビー（2016年5月20日、ラインコミュニケーションズ）
- ハイレグが一番似合う（2016年8月25日、イーネットフロンティア）
- あやね19（2016年11月17日、ギルド）
- 背の高い妹系グラドルω木村あやね（2017年5月10日、IMPACT）